# Andreas Gustavsson
Andreas Gustavsson (ur. 25 marca 1980) – szwedzki bokser, brązowy medalista mistrzostw Europy w 2000.

## Kariera amatorska
W 2000 zdobył brązowy medal na mistrzostwach Europy w Tampere. W półfinale kategorii ciężkiej przegrał na punkty (3:10) z Rosjaninem Sułtanem Ibragimowem.